# Liste der Biografien/Ni
Liste der Biografien |
Portal Biografien |
Personensuche
# |
A |
B |
C |
D |
E |
F |
G |
H |
I |
J |
K |
L |
M |
N |
O |
P |
Q |
R |
S |
T |
U |
V |
W |
X |
Y |
Z |
?
 
Na |
Nb |
Nc |
Nd |
Ne |
Nf |
Ng |
Nh |
Ni |
Nj |
Nk |
Nl |
Nm |
Nn |
No |
Nr |
Ns |
Nt |
Nu |
Nv |
Nw |
Nx |
Ny |
Nz
 
Nia |
Nib |
Nic |
Nid |
Nie |
Nif |
Nig |
Nih |
Nii |
Nij |
Nik |
Nil |
Nim |
Nin |
Nio |
Nip |
Niq |
Nir |
Nis |
Nit |
Niu |
Niv |
Niw |
Nix |
Niy |
Niz
Die Liste der Biografien führt alle Personen auf, die in der deutschsprachigen Wikipedia einen Artikel haben. Dieses ist eine Teilliste mit 35 Einträgen von Personen, deren Namen mit den Buchstaben „Ni“ beginnt.

## Ni
- Ní Aoláin, Fionnuala (* 1967), irische Juristin, Hochschullehrerin, Professorin für Menschenrechte
- Ní Bhriain, Doireann (* 1952), irische Moderatorin
- Ní Chearbhaill, Mairgréag († 1451), irische Adlige
- Ní Chiosáin, Clíona (* 1990), irische Schauspielerin und Moderatorin
- Ní Chofaigh, Bláthnaid (* 1970), irische Fernsehmoderatorin
- Ní Chonchobhair, Cobhlaith Mhór († 1395), irische Königin
- Ní Chrualaoí, Cleona, irische Filmproduzentin
- Ní Dhálaigh, Críona, irische Politikerin (Sinn Féin)
- Ní Dhomhnaill, Nuala (* 1952), irische Schriftstellerin
- Ní Dhonghaíle, Úna, irische Filmeditorin
- Ní Dhulchaointigh, Jane, irische Designerin und Erfinderin
- Ní Fhlaithearta, Máire Éilís, irische Schauspielerin
- Ní Ghallchóir, Bernadette, irische Programmsprecherin und Moderatorin
- Ni Ma, Zhuoma (* 2000), chinesische Tennisspielerin
- Ní Mhurchú, Cynthia (* 1966), irische Barrister und Moderatorin, Mitglied des Europäischen Parlaments
- Ní Raghallaigh, Shónagh, irische Politikerin
- Ní Raifeartaigh, Úna (* 1966), irische Juristin und Richterin
- Ní Riada, Liadh (* 1966), irische Politikerin (Sinn Féin), MdEP
- Ní Shúilleabháin, Aoibhinn (* 1983), irische Musikerin, Fernseh- und Hörfunkmoderatorin
- Ní Tuathail, Mór († 1191), irische Adlige und Königin von Leinster
- Ni Zan († 1374), chinesischer Mönchsmaler
- Ni, Hai-Ye (* 1972), chinesische Cellistin und Musikpädagogin
- Ni, Hong (* 1986), chinesische Säbelfechterin
- Ni, Hua (* 1983), chinesischer Schachspieler
- Ni, Naw Ju (* 1978), myanmarische Gewichtheberin
- Ni, Ni (* 1988), chinesische SchauspielerinNi Ni (* 1988)

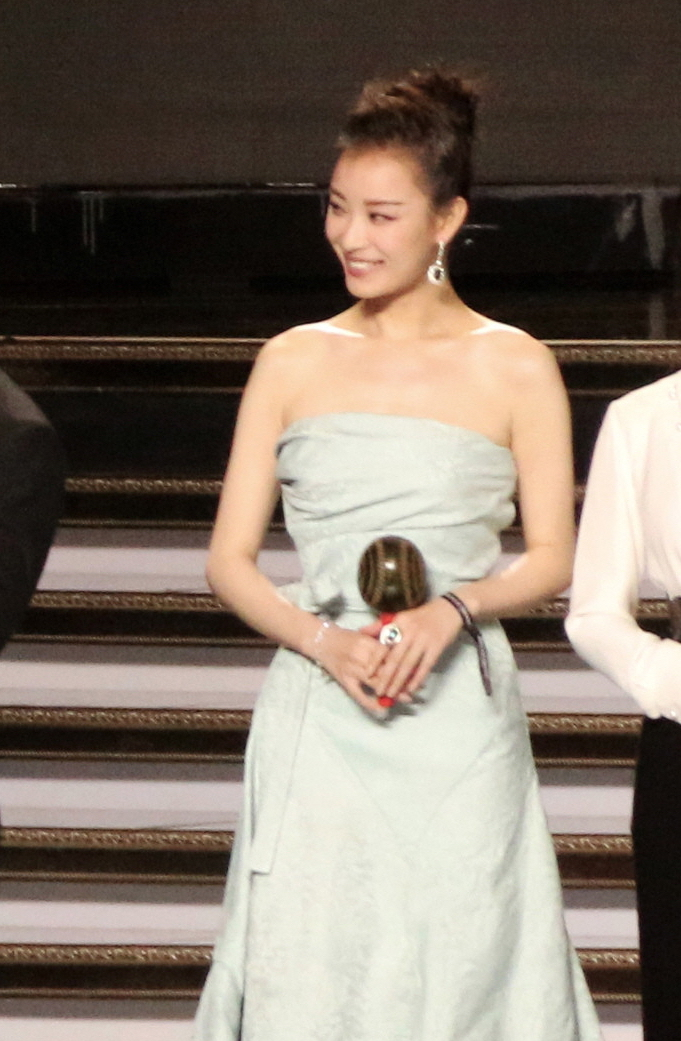
Ni Ni (* 1988)

- Ni, Shiqun (* 1997), chinesische Schachspielerin
- Ni, Viktorija (* 1991), lettische Schachspielerin
- Ni, Xialian (* 1963), chinesische und luxemburgische Tischtennisspielerin
- Ni, Yulan (* 1960), chinesische Anwältin und Bürgerrechtlerin
- Ni, Zhengyu (1906–2003), chinesischer Jurist und Richter am Internationalen Gerichtshof
- Ni, Zhifu (1933–2013), chinesischer Gewerkschafter und Politiker in der Volksrepublik China
- Ni, Zhiqin (* 1942), chinesischer Hochspringer
- Ni-Hor, altägyptischer König
- Ni-Neith, altägyptischer König der 0. Dynastie